# Zespół Bernarda-Souliera
Zespół Bernarda-Souliera (ang. Bernard-Soulier syndrome, BSS, giant platelet syndrome) – rzadka, genetycznie uwarunkowana choroba spowodowana mutacją w genie kodującym białko GP1Bα związane z kompleksem receptora vWF-GPIb. Dziedziczenie zespołu Bernarda i Souliera jest autosomalne recesywne. Na obraz kliniczny choroby składają się wybroczyny skórne, krwawienia z błon śluzowych, rzadziej do przewodu pokarmowego. Zespół opisali Jean Bernard (1907-2006) i Jean Pierre Soulier (1915-2003).

## Objawy kliniczne
Homozygoty w dzieciństwie mają ciężką skazę krwotoczną skórno-śluzówkową. Mogą wystąpić krwawienia z przewodu pokarmowego i u kobiet z dróg rodnych; groźne są krwawienia pourazowe.
U heterozygot przebieg może być bezobjawowy lub łagodny, z nieznacznie zaznaczoną skłonnością do krwawień, szczególnie po urazach i zabiegach chirurgicznych.

## Różnicowanie
W diagnostyce różnicowej zespołu Bernarda-Souliera należy uwzględnić inne wrodzone skazy krwotoczne przebiegające ze zwiększoną objętością płytki krwi:
- anomalię Maya-Hegglina;
- zespół Epsteina;
- zespół płytek Montreal;
- zespół szarych płytek.

## Leczenie
Powierzchowne krwawienia wymagają leczenia miejscowego; przy bardziej nasilonych objawach i przed zabiegami chirurgicznymi stosuje się przetoczenia płytek. Przejściową poprawę uzyskiwano też po splenektomii i podaniu syntetycznej pochodnej wazopresyny (DDAVP). U kobiet z nasilonymi z powodu skazy krwawieniami hormonalnie hamuje się miesiączkowanie.

## Klasyfikacja ICD10
| kod ICD10     | nazwa choroby |
| ------------- | --- |
| ICD-10: D69   | Plamica i inne skazy krwotoczne |
| ICD-10: D69.1 | Jakościowe defekty płytek Zespół Bernarda-Souliera Choroba Glanzmanna Zespół szarych płytek Trombastenia (krwotoczna) (dziedziczna) Trombocytopatia |